# Villa Klockberga

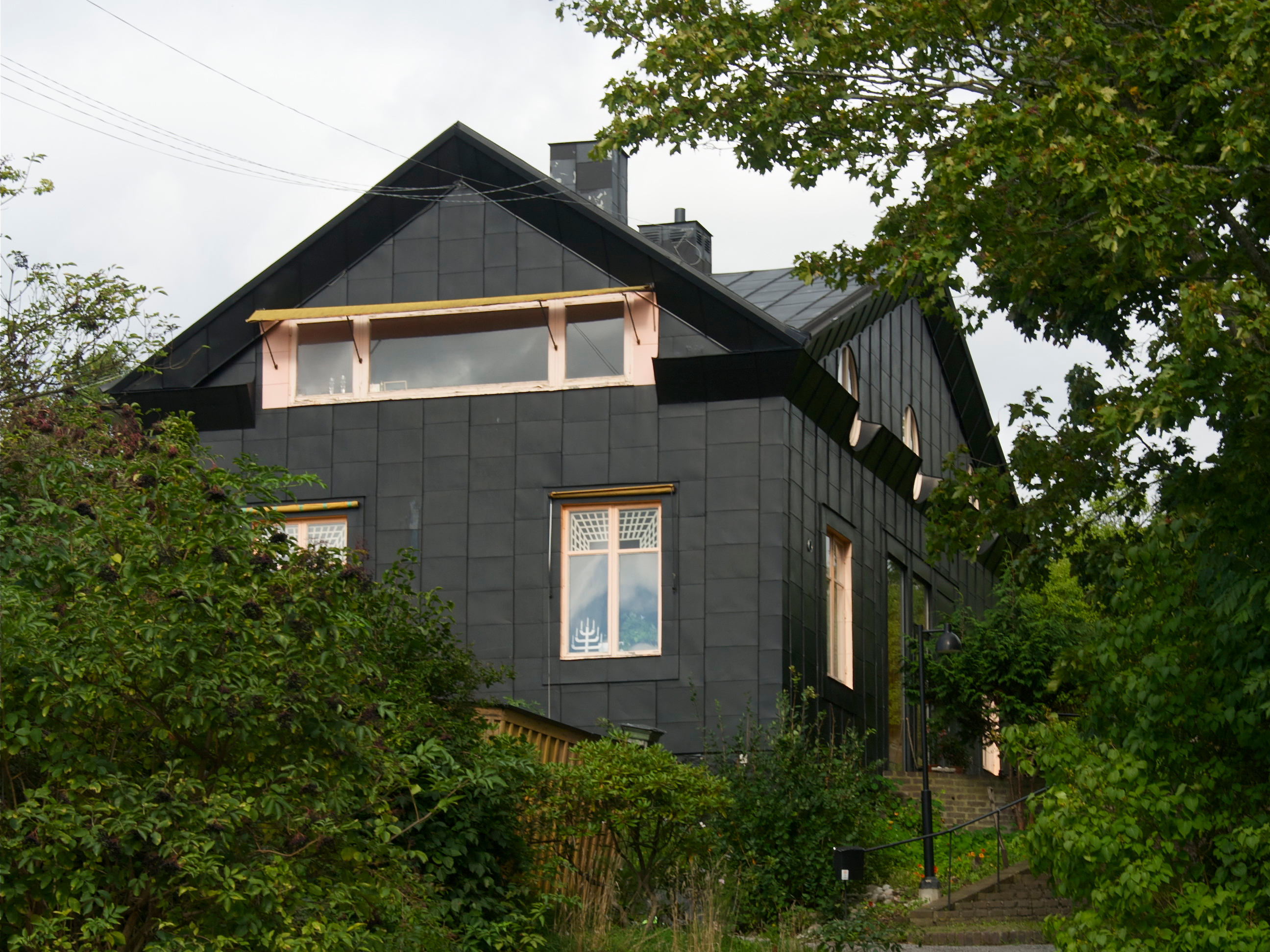
Villa Klockberga i september 2011.

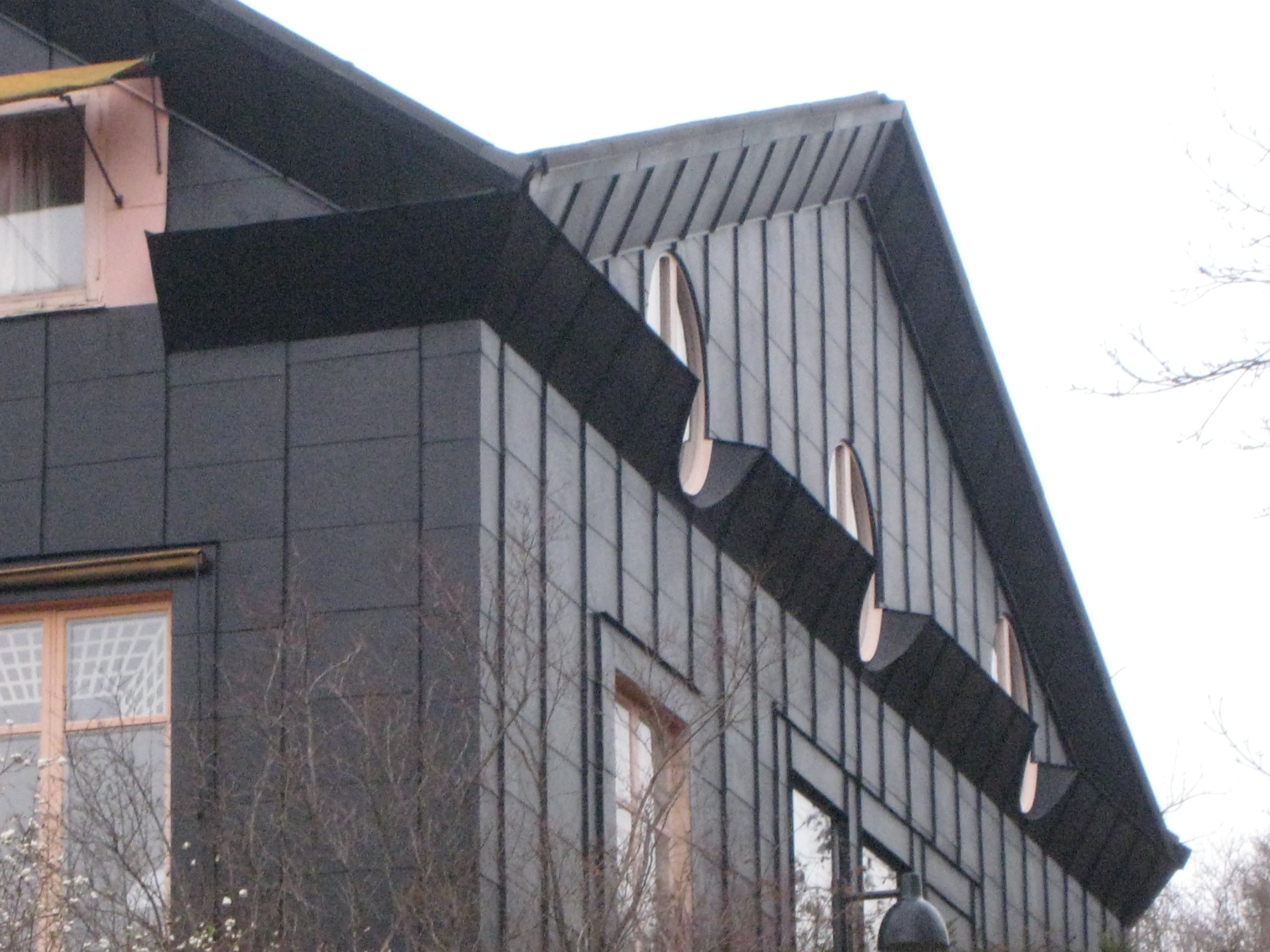
Fasaddetalj.

Villa Klockberga är en villa på vid Klockbergastigen 3 på Drottningholmsmalmen i Ekerö kommun utanför Stockholm. Strax intill står Drottningholms slotts klockstapel som gav villan och Klockbergastigen sina namn.

## Byggnadsbeskrivning
Villan byggdes om under åren 1966–1969 efter ritningar av arkitekt Peter Celsing för att användas som privatbostad till sig och sin familj. Huset kom att bli ett slags laboratorium där Celsing testade olika detaljlösningar som han sedan tillämpade i större projekt. Celsing valde att täcka taket och delar av det äldre husets fasader med svart lackerad plåt som kontrasterar till den vitmålade träpanelen på fasaden mot trädgården i väster. 
Enligt arkitekturskribenten Olof Hultin har villan betraktats som den första postmoderna byggnaden i Sverige i och med att den uppfyller åtskilliga kännetecken som Robert Venturi förespråkade i sin bok Complexity and Contradiction in Architecture. Villan fungerar fortfarande som privatbostad och bebos (2017) av Peter Celsings son, arkitekten Johan Celsing.
Villan var en av flera kulturhistoriskt värdefulla villor som uppfördes i området under 1950- och 1960-talen. I närheten finns ytterligare en villa av Peter Celsing, Villa Friis, och Ralph Erskines kombinerade bostad och kontor (se Villa Erskine).